# Almásmálom
Almásmálom, 1910-ig Málom (románul: Malin) falu Romániában, Erdélyben, Beszterce-Naszód megyében.

## Nevének eredete
Neve a korábban valószínűleg helyben is elterjedt tudós magyarázat szerint a latin malum ('alma') szó nyílt ejtéséből, valójában a malom szó nyelvjárási változatából való. Első fennmaradt okiratos említései: Malom (1305), Malon (1368) és Maalom (1503). Évszázadok óta virágzó almatermesztése motiválta viszont nevének a helységnévrendezéskor kapott előtagját.

## Fekvése
A Mezőség északi részén, Bethlentől tíz kilométerre délre fekszik.

## Népesség

### A népességszám változása
Népessége a 20. század folyamán még úgy is majdnem felére apadt, ha figyelembe vesszük az időközben kivált Nyírmezőtanya és Hegymegett adatait.

### Etnikai és vallási megoszlás

#### Nemzetiségi/anyanyelvi megoszlás
| 1850 (n) | 401 | 404 |
| 1881 (n) | 391 | 422 |
| 1890 (a) | 388 | 480 |
| 1900 (a) | 412 | 530 |
| 1910 (a) | 440 | 527 |
| 1920 (n) | 439 | 481 |
| 1930 (a) | 514 | 501 |
| 1941 (a) | 496 | 542 |
| 1966 (a) | 349 | 345 |
| 1976 (n) | 366 | 319 |
| 1992 (n) | 277 | 257 |
| 2002 (n) | 275 | 216 |

#### Vallási megoszlás
A modern népszámlálások időszakában magyar lakossága túlnyomó többségében református vallású volt. Román lakói 1948-ig a görögkatolikus egyházhoz tartoztak, akkor átkényszerítették őket az ortodox egyházba. Az 1930-as évekig jelentősebb zsidó közösség is lakta, amelynek tagjait előbb német, illetve magyar anyanyelvűként, majd zsidó nemzetiségűként írták össze.
- 1880-ban 838 lakosából 424 volt református, 384 görögkatolikus és 29 zsidó vallású.
- 2002-ben 492 lakosából 246 volt ortodox, 210 református, 19 pünkösdi, hat görögkatolikus és hat adventista vallású.

## Története

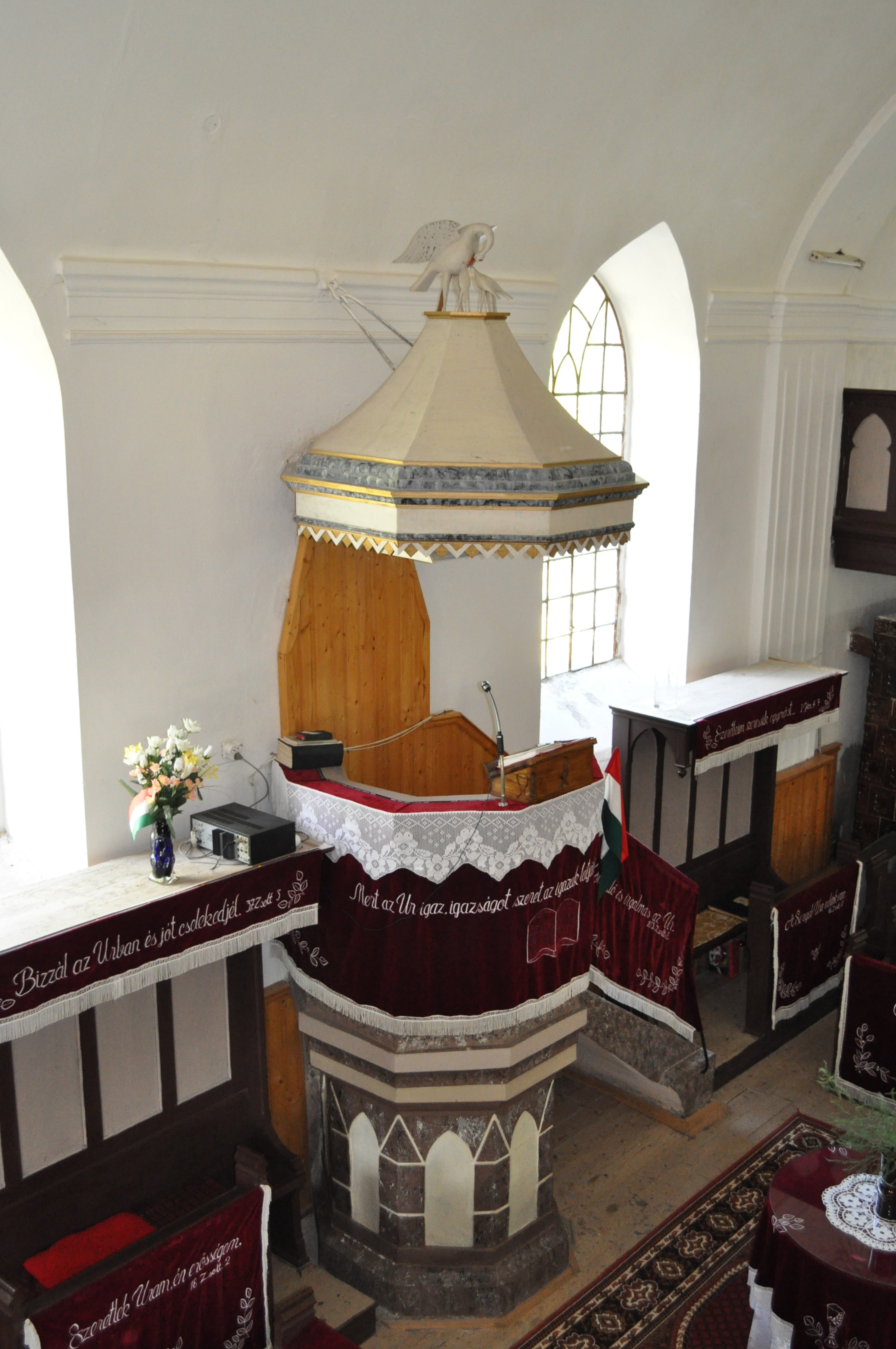
A templom szószéke

Első említésétől a 16. századig a Bethlen család birtoka volt, akiket málomi földjük és jobbágyaik sűrűn kevertek konfliktusba a bálványosi várnagyokkal. 1407-ben határában egy bizonyos Endrevárat említettek. A 17. század elején birtokosai között feltűnnek a Haller, a Bánffy és a Wesselényi családok. A 19. század elején számos földesúr osztozott rajta, a legtöbben a Bethlen családból. Ezenkívül néhány köznemesi család is lakta.
A középkor óta gyümölcs-, különösen almatermesztő falu. 1603-ban Géczi András hajdúi, majd a kuruc háborúk idején a hadak járása pusztította népességét. Reformátussá lett magyar lakói mellé ortodox románok költöztek, akik később görögkatolikus hitre tértek. 1750-ben 26 jobbágy, 52 zsellér, tizenöt kóborló, öt egytelkes nemes és egy szabados lakták családjukkal, valamint hat özvegy. Református egyháza 1766-ban száz férfiból és 131 nőből állt. 1876-ig Belső-Szolnok, majd Szolnok-Doboka vármegye Bethleni járásához tartozott. 1956 előtt kivált belőle Nyírmezőtanya.

## Látnivalók
- Református temploma 1912–13-ban épült.

## Kultúra
- Almavirág Hagyományőrző Csoport (2002 óta)[6]